# Sojuz TMA-19M
Sojuz TMA-19M – misja statku Sojuz do Międzynarodowej Stacji Kosmicznej. Start odbył się 15 grudnia 2015 r., a lądowanie odbyło się 18 czerwca 2016 r.

## Załoga

### Podstawowa
- Jurij Malenczenko (6) – dowódca (Rosja, Roskosmos)
- Timothy Peake (1) – inżynier pokładowy (Wielka Brytania, ESA)
- Timothy Kopra (2) – inżynier pokładowy (USA, NASA)

### Rezerwowa
- Anatolij Iwaniszyn – dowódca (Rosja, Roskosmos)
- Takuya Onishi – inżynier pokładowy (Japonia, JAXA)
- Kathleen Rubins – inżynier pokładowy (USA, NASA)

## Galeria

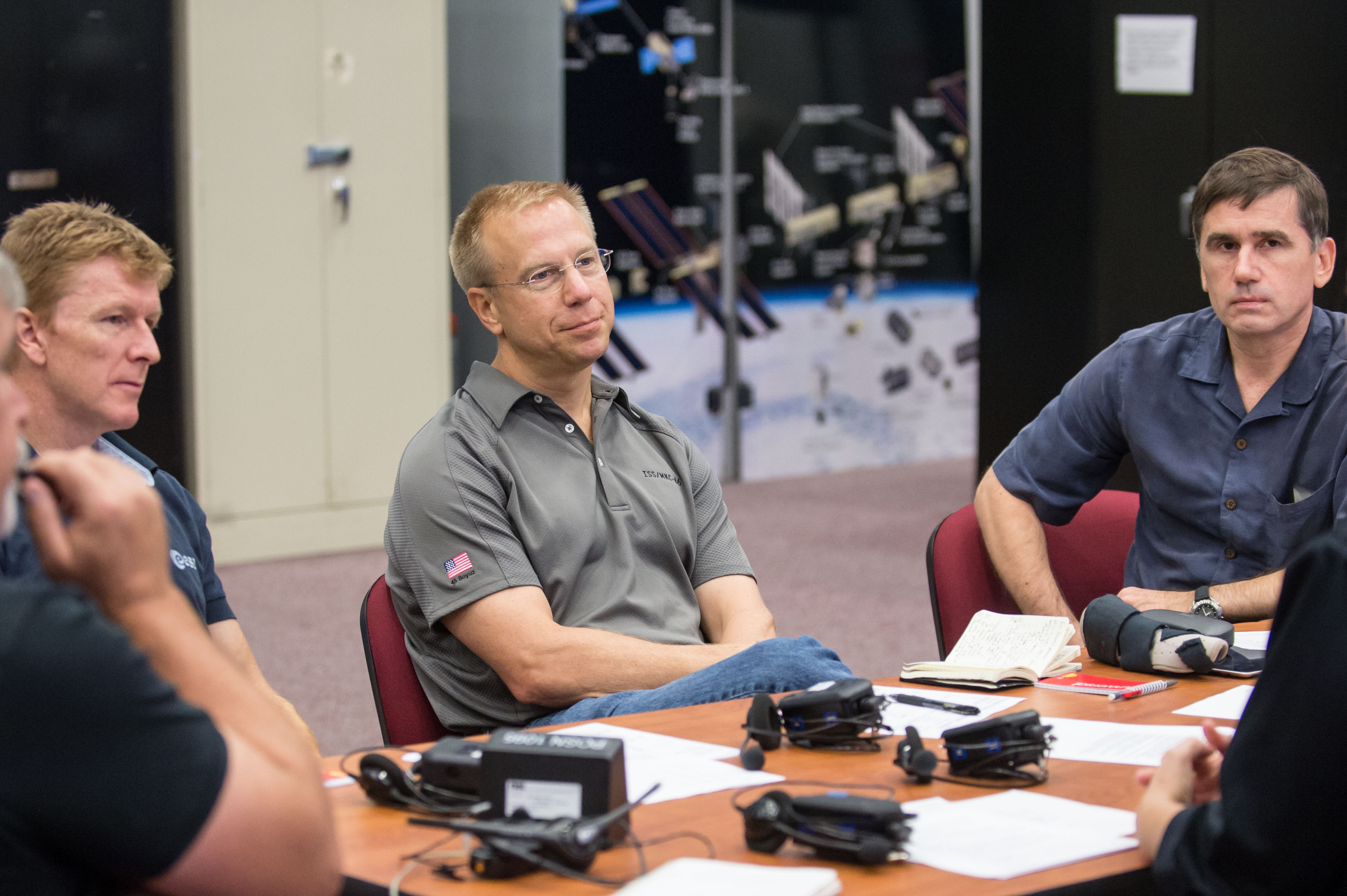
Załoga podczas przygotowań do lotu (wrzesień 2014)
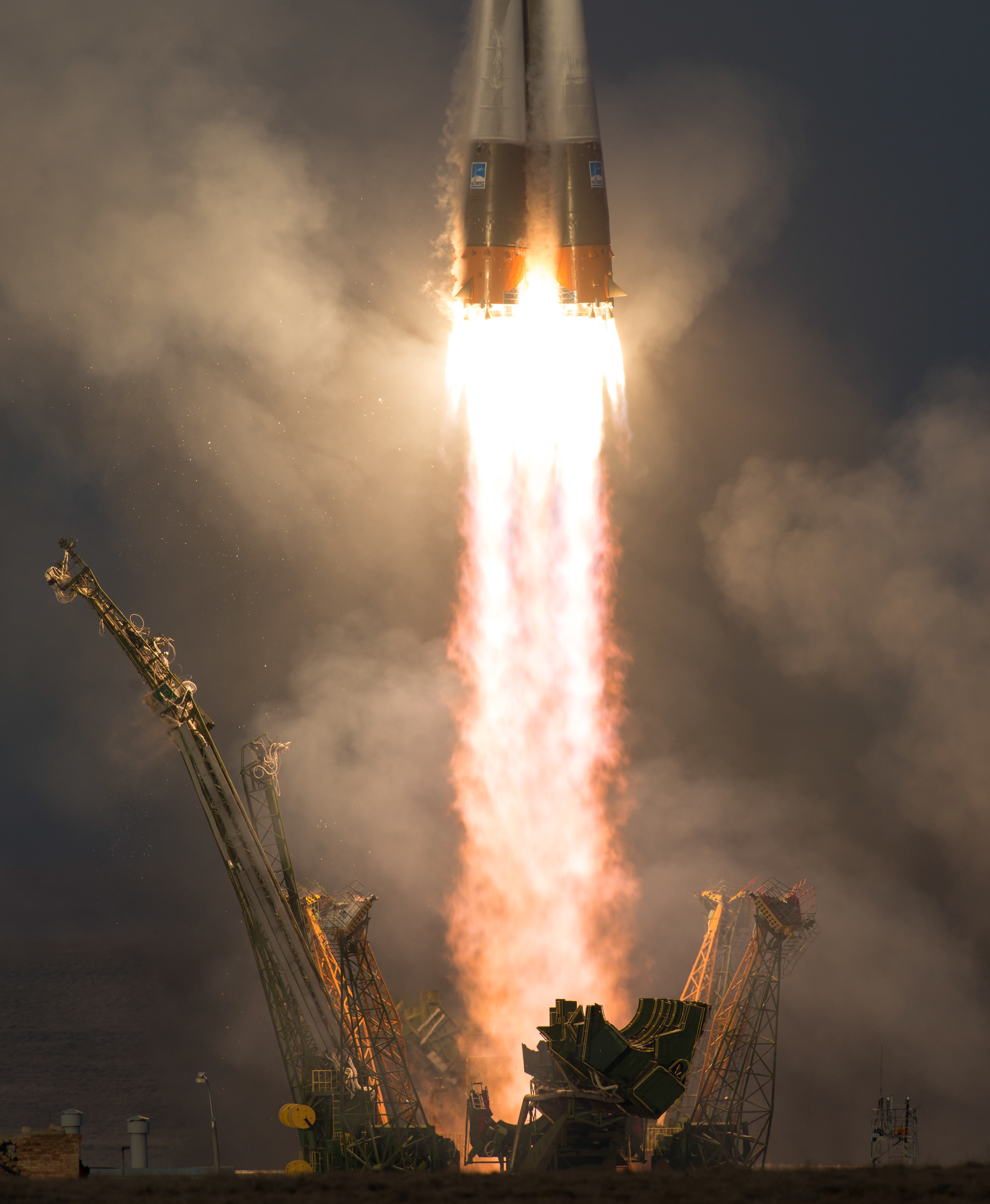
Start (15.12.2015)
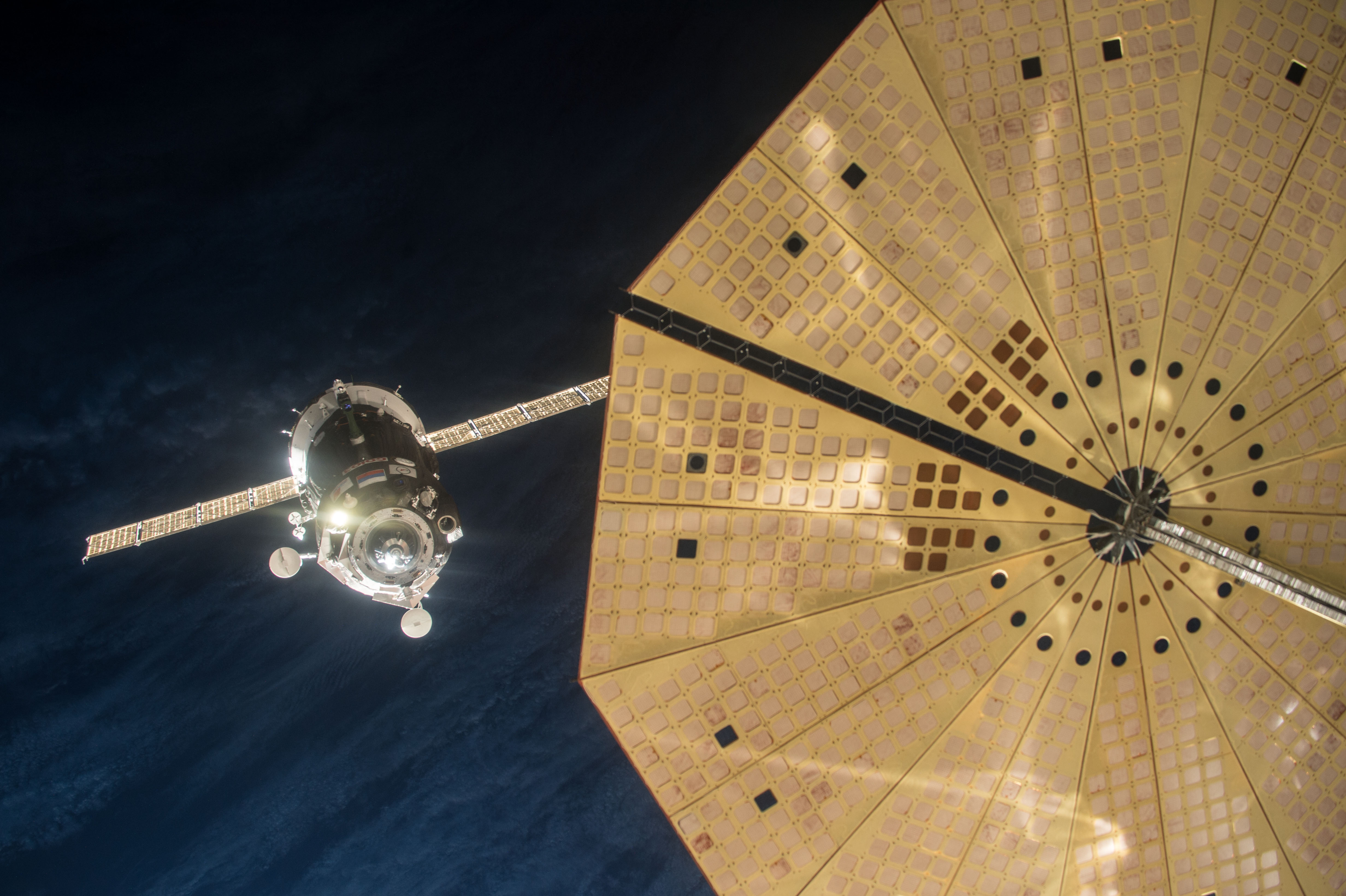
Sojuz TMA-19M zbliża się do Stacji, z prawej ogniwa słoneczne statku Cygnus (15.12.2015)